# Godeffroy (Familie)

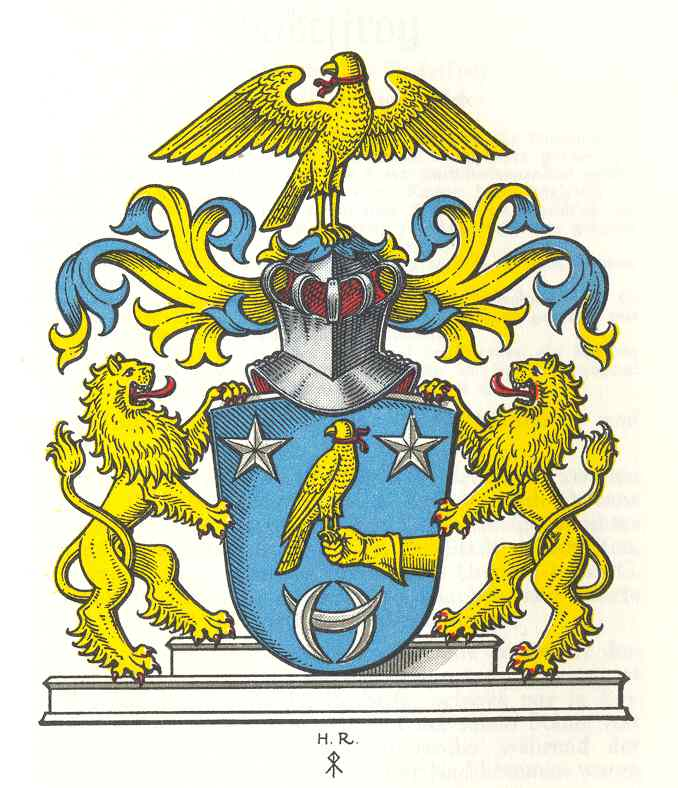
Wappen der Familie Godeffroy um 1961

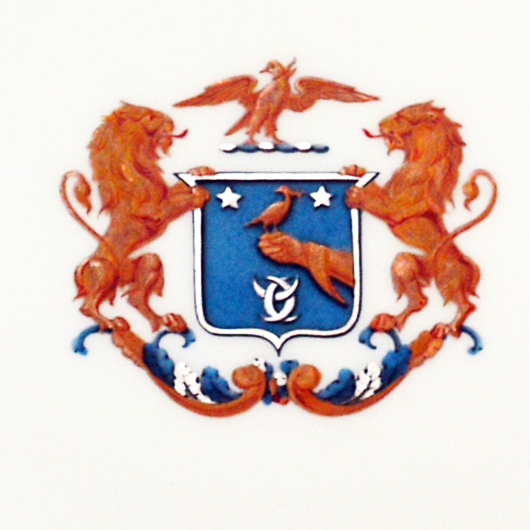
Wappen der Familie Godeffroy um 1850

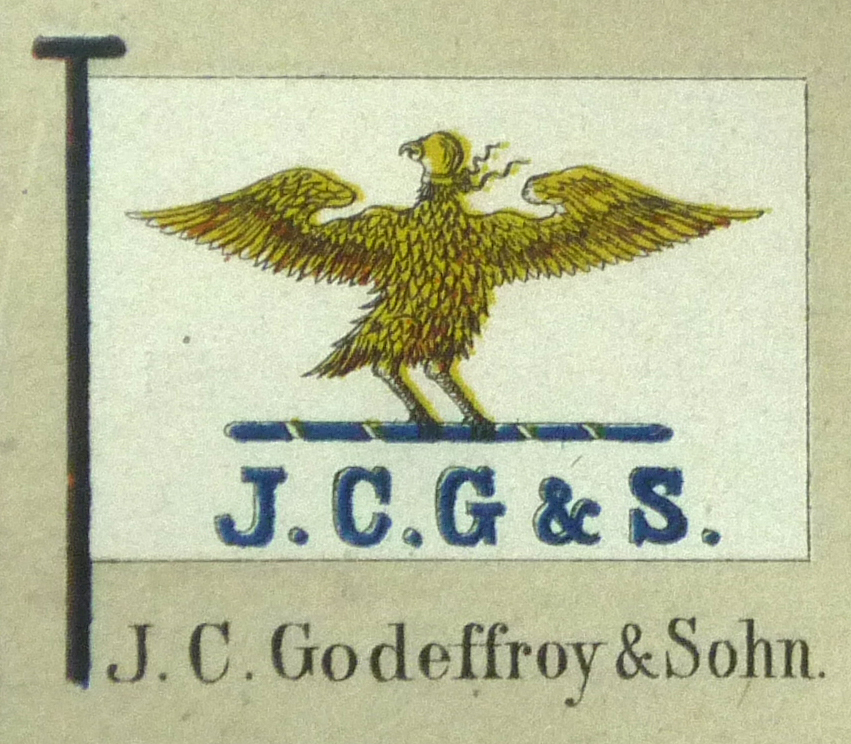
Reederei-Flagge J.C. Godeffroy & Sohn um 1879

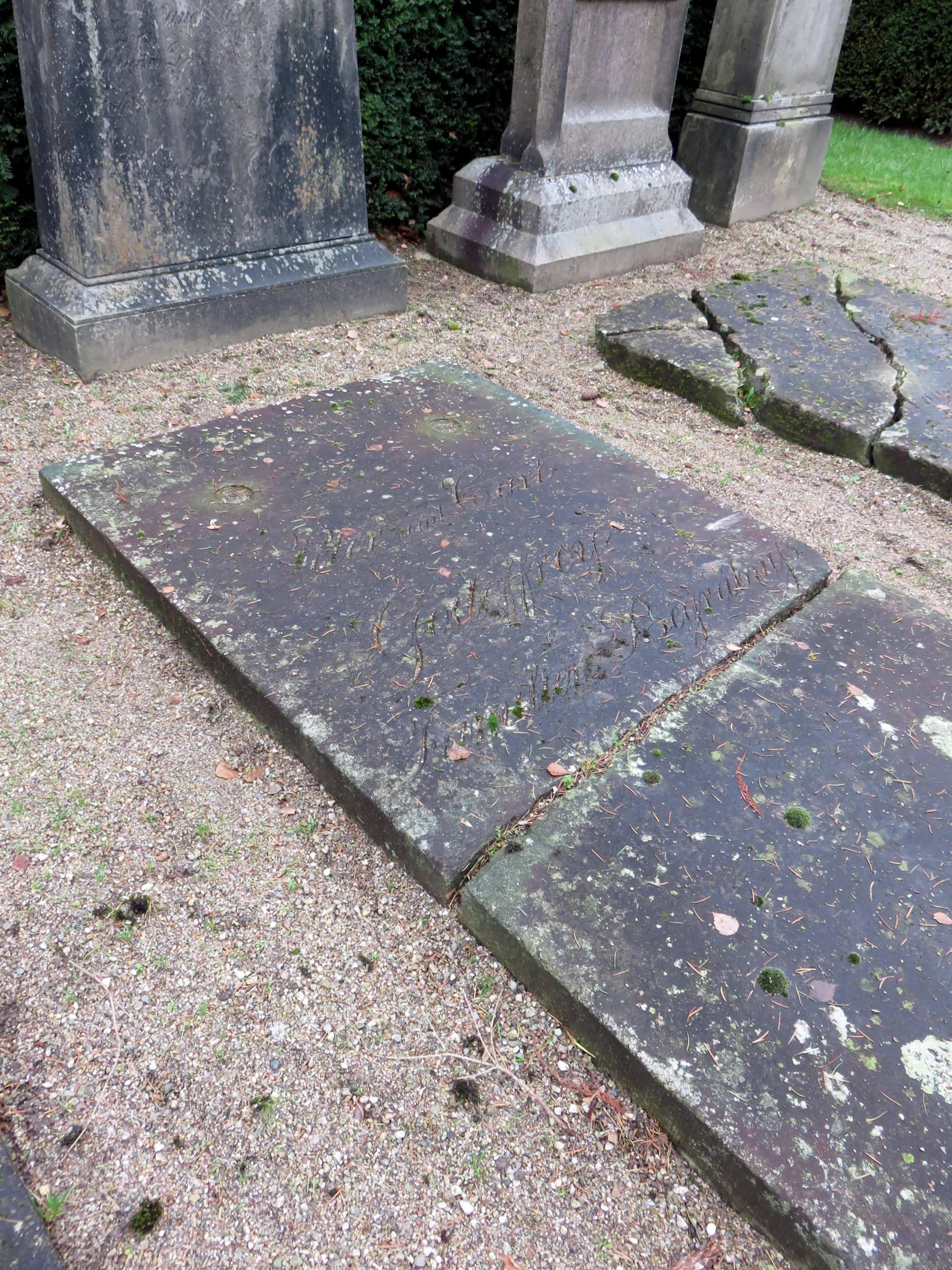
Godeffroy-Grabplatte, Freilichtmus. Heckengarten, Friedhof Ohlsdorf

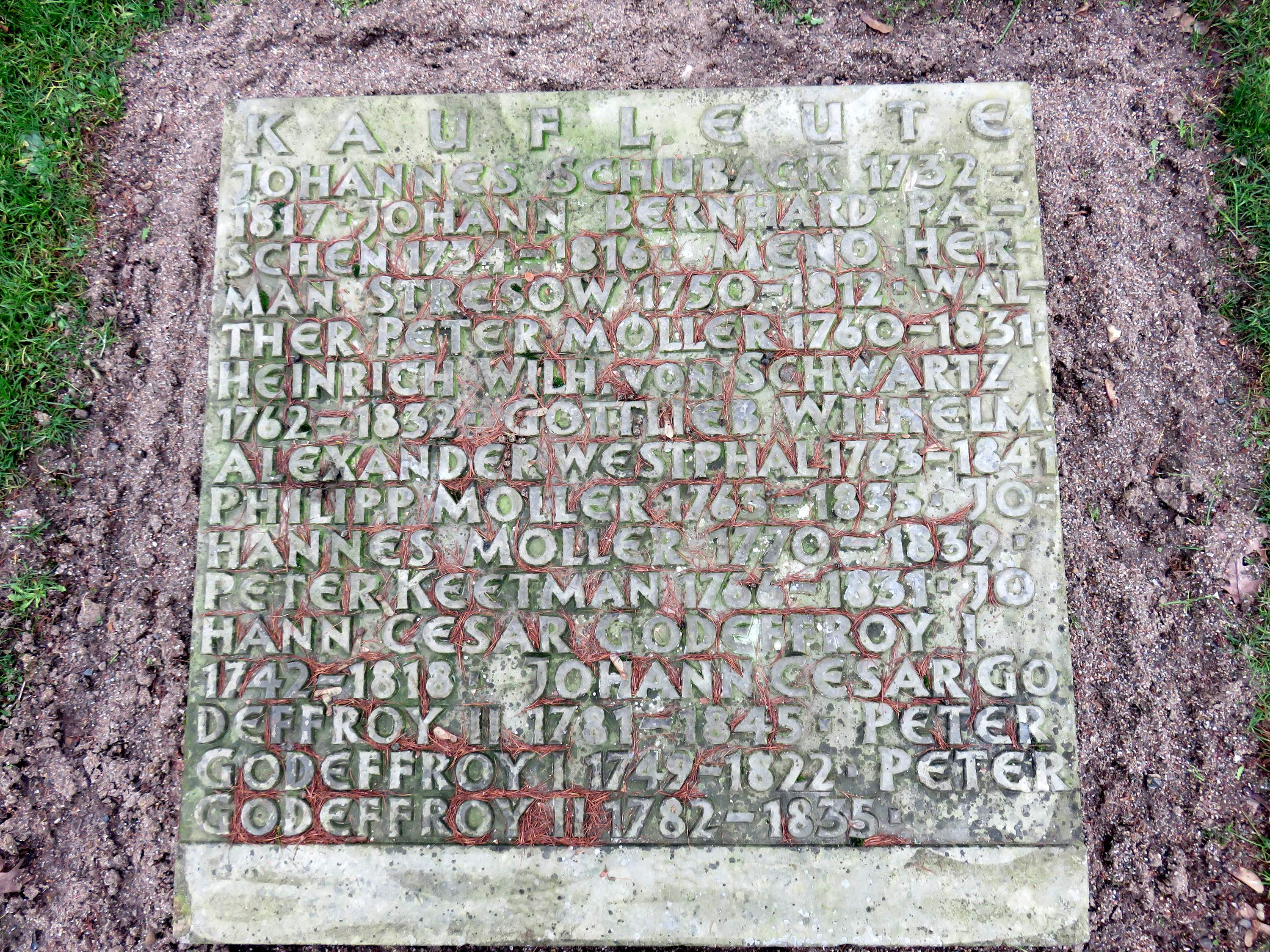
Grabmaltafel Althamburgischer Gedächtnisfriedhof Ohlsdorf

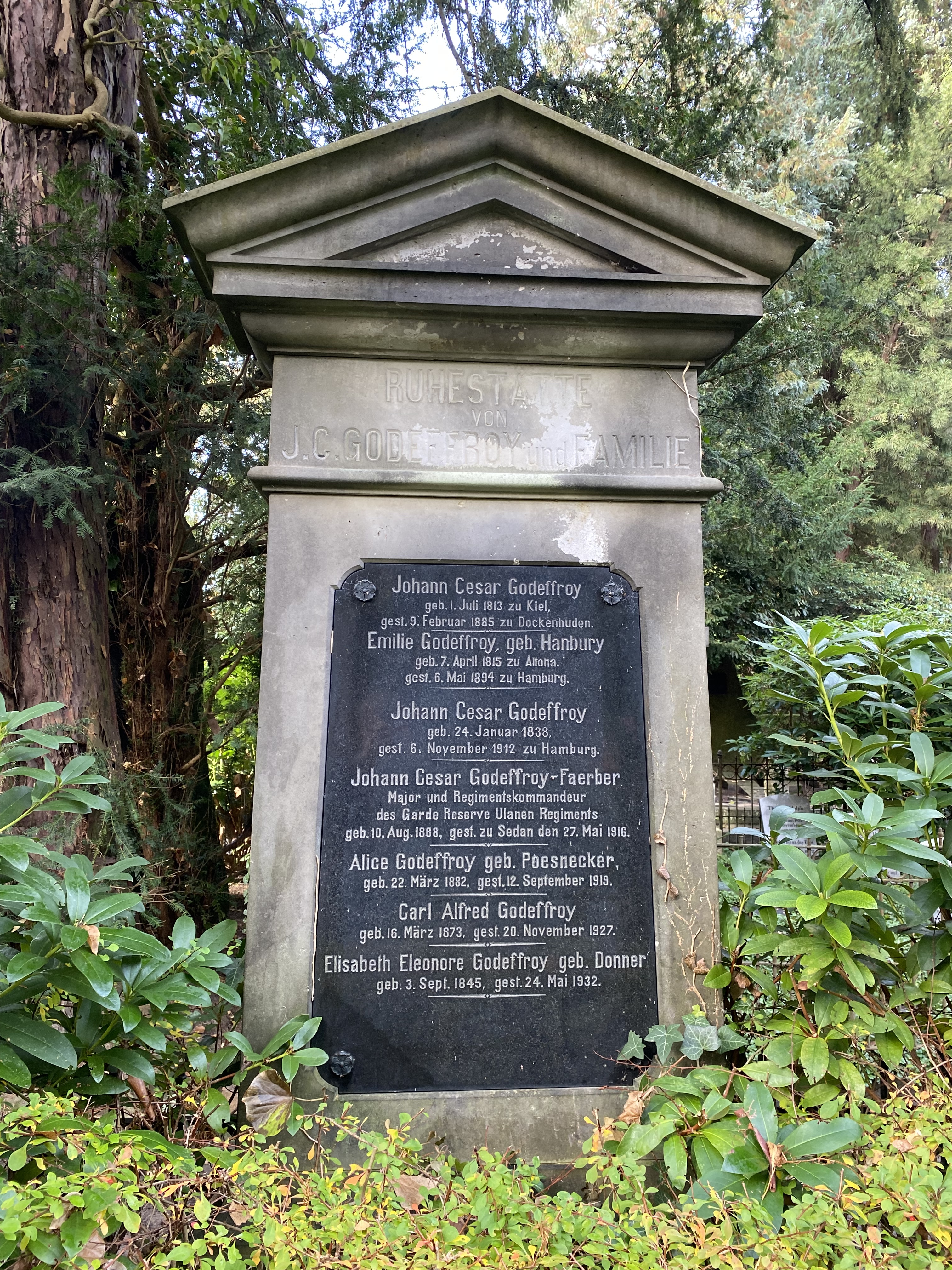
Familiengrabstätte auf dem Nienstedtener Friedhof

Die Familie Godeffroy ist eine hugenottische Familie aus La Rochelle in Frankreich. Nach der Aufhebung des Edikts von Nantes haben Ende des 17. Jahrhunderts einzelne Familienmitglieder La Rochelle verlassen und den Hamburger Zweig gegründet.

## Herkunft
Die Familie Godeffroy gehörte zu den alten Ratsfamilien von La Rochelle, sie waren Kaufleute und Reeder. Bekannt sind Fahrten der Schiffe Le Cesar und Le Faulcon der Brüder Jean und Cesar im Jahr 1687 in die Ostsee und zu den Westindischen Inseln.
Cesar Godeffroy (1640–1720), das 24. Kind seiner Eltern, war einige Jahre Mitglied der französisch-reformierten Gemeinde in Amsterdam, bevor er nach Müncheberg ging. Sein Enkel Jacques Cesar Godeffroy (1705–1758), der in Berlin geboren war, ließ sich im Jahre 1737 in Hamburg nieder und wurde 1745 Hamburger Bürger.

## Nachfahren von Cesar Godeffroy (1706–1758)
- Jean Cesar Godeffroy (1742–1818), Kaufmann, Reeder und Gründer (um 1766) der Firma „Joh. Ces. Godeffroy“ und (um 1782) „Joh. Ces. Godeffroy & Co“

  - Johan Cesar Godeffroy (1781–1845), Kaufmann und Reeder in Firma „Joh. Ces. Godeffroy & Sohn“ (ab 1808)
    - Johan Cesar Godeffroy (1813–1885), Kaufmann und Reeder in Firma „Joh. Ces. Godeffroy & Sohn“
      - Johan Cesar Godeffroy (1838–1912), Kaufmann und Reeder
        - Johan Cesar Godeffroy-Faerber (1868–1916), kgl. Preuss. Major
        - Oscar Godeffroy (1875–1953), Kaufmann
        - Ernst Adolph Godeffroy (1884–1963), Reeder

    - Adolph Godeffroy (1814–1893), Reeder und Kaufmann, Mitglied der Bürgerschaft
      - Adolph Etienne Godeffroy (1840–1919), Eisenbahnbauunternehmer in Orange County, New York

    - Gustav Godeffroy (1817–1893), Kaufmann und Senator
      - Gustav Godeffroy (1851–1890), Kaufmann

  - August Godeffroy (1783–1863), (er und seine Nachfahren lebten vorrangig in Wien)
    - Johan Cäsar Godeffroy (1816–1884), Kaufmann
      - Richard Godeffroy (1847–1895), Chemiker
        - Ottilie Godeffroy, Künstlername Tilla Durieux (1880–1971), Schauspielerin
- Peter Godeffroy (1749–1822), Kaufmann und Gründer der Firma „Peter Godeffroy Söhne & Comp“ (1799–1813)[2]
  - Peter Godeffroy (1782–1835), Kaufmann und kgl. Preuss. Generalkonsul
    - Peter Jasper Godeffroy (1814–1847), Rechtsanwalt, zum Dr. jur. promoviert

  - Carl Godeffroy (1787–1848), Diplomat
    - Wilhelm Martin von Godeffroy (1834–1904),[3] zum Dr. jur. promoviert[4][5] und am 18. Januar 1901 nobilitiert.[6]

## Wappen
(Um 1850) Ein Falke als Helmzier steht mit ausgebreiteten Schwingen auf einem Helmwulst über einem blaufarbenen Wappenschild. In der Mitte sitzt ein Falke mit einer Haube auf einem Handschuh, rechts und links darüber je ein fünfzackiger Stern, im Schildfuß drei Halbmonde, als Schildhalter zwei Löwen.
Die Verwendung der Helmzier als Wappen wie z. B. in der Flagge der Reederei J.C. Godeffroy & Sohn ist aus der englischen Heraldik bekannt und wird als Crest bezeichnet.

## Weitere Literatur
- Florence M. Spoehr: White Falcon. The House of Godeffroy and Its Commercial and Scientific Role in the Pacific, Verlag Pacific Books, Palo Alto 1963.